# Uno (musikalbum)
Uno släpptes 1994 och är Uno Svenningssons första studioalbum som soloartist, och innehåller bland annat hans stora hitlåt "Under ytan".

## Låtlista
1. Tid att gå vidare (4:32)
2. Till fjärran land (4:29)
3. Tro på varann (4:34)
4. Om du bara visste (4:30)
5. Under ytan (3:22)
6. Nära sanningen (3:43)
7. Evigt unga (4:02)
8. Skymtar för en stund (3:39)
9. Kommer aldrig att förstå dig (4:15)
10. Stannar kvar i min dröm (4:51)

## Singlar
- Tid att gå vidare (1994)
- Tro på varann (med Eva Dahlgren) (1994)
- Under ytan (1994)
- Nära sanningen (maxisingel 1994)
- Skymtar för en stund (1995)

## Medverkande
- Sten Booberg, gitarrer
- Eva Dahlgren, sång ("Tro på varann")
- Patrik Frisk, klaviaturer, körsång
- Svante Henryson, cello
- Jonas Isacsson, gitarrer
- Jesper Lindberg, pedal steel guitar
- Sven Lindvall, bas
- Henrik Rongedal, körsång
- Magnus Rongedal, körsång
- Sanne Salomonsen, sång ("Nära sanningen")
- Erik Steen, flamencogitarr
- Dan Sundquist, gitarrer, mandolin, slagverk, körsång, producent
- Uno Svenningsson, sång, körsång, gitarrer
- Nicci Wallin, trummor
- Stråkkvartett:
  - Ulf Forsberg, violin
  - Patrik Swedrup, violin
  - Henrik Frendin, viola
  - Mats Rondin, cello
  - Stråkarrangemang: Dan Sandquist och Mats Holmqvist

## Listplaceringar
| Lista (1994-1995, 1997, 1999) | Topplacering |
| ----------------------------- | ------------ |
| Sverige                       | 2            |